# Shelley Hack
Shelley Marie Hack (* 6. Juli 1947 in Greenwich, Connecticut) ist eine US-amerikanische Schauspielerin und Filmproduzentin.

## Leben
Sie begann ihre Karriere 1968 als Model. 1977 hatte sie ihr Filmdebüt in Der Stadtneurotiker. Der internationale Durchbruch gelang ihr mit der Fernsehserie Drei Engel für Charlie, in der sie 1979 und 1980 die Tiffany Welles spielte. Nach weiteren Rollen in Film und Fernsehen zog sie sich 1997 von der Schauspielerei zurück. Sie machte einen Abschlüsse als Bachelor am Smith College und als MBA am NYIT. Seit 2011 war sie als Produzentin an mehreren Fernsehfilmen beteiligt.
Shelley Hack ist mit dem Regisseur Harry Winer verheiratet und hat mit ihm eine erwachsene Tochter.

## Filmografie (Auswahl)
- 1977: Der Stadtneurotiker (Annie Hall)
- 1978: Wenn ich dich wiedersehe (If Ever I See You Again)
- 1979: Flucht in die Zukunft (Time After Time)
- 1979: Die Todesfalle auf dem Highway (Death Car on the Freeway, Fernsehfilm)
- 1979–1980: Drei Engel für Charlie (Charlie's Angels, Fernsehserie, 25 Folgen)
- 1980: Love Boat (Fernsehserie, Folge Dumb Luck/Tres Amigos/Hey, Jealous Lover)
- 1982: The King of Comedy
- 1983: Found Money (Fernsehfilm)
- 1983: Discokiller in New York (Trackdown: Finding the Goodbar Killer, Fernsehfilm)
- 1983: Die Texas-Klinik (Cutter to Houston, Fernsehserie, 9 Folgen)
- 1984: Single sucht Single (Single Bars, Single Women, Fernsehfilm)
- 1985: Destination Alcatraz (Kicks, Fernsehfilm)
- 1986: Troll
- 1986–1987: Jack and Mike (Fernsehserie, 18 Folgen)
- 1987: The Stepfather
- 1989: Wiedersehen in Logansport (Bridesmaids, Fernsehfilm)
- 1989: Blind Fear – Nackte Angst (Blind Fear)
- 1992: Jagt meine Peiniger! (Taking Back My Life: The Nancy Ziegenmeyer Story, Fernsehfilm)
- 1992: Me, Myself and I
- 1992: L. A. Ripper (The Finishing Touch)
- 1993: Mißbraucht (Not In My Family, Fernsehfilm)
- 1993: seaQuest DSV (Fernsehserie, Folge To Be or Not To Be)
- 1993: Caruso und die mörderischen Models (A Perry Mason Mystery: The Case of the Wicked Wives, Fernsehfilm)
- 1994: L.A. Law – Staranwälte, Tricks, Prozesse (Fernsehserie, Folge Whose San Andreas Fault Is It, Anyway?)
- 1994: Geschichten aus der Gruft (Tales from the Crypt, Fernsehserie, Folge The Assassin)
- 1995: Schreckensflug der Boeing 767 (Falling from the Sky: Flight 174, Fernsehfilm)
- 1996: Ein Pilot zum Verlieben (Frequent Flyer, Fernsehfilm)
- 1997: Diagnose: Mord (Diagnosis: Murder, Fernsehserie, Folge Looks Can Kill)